# Протест

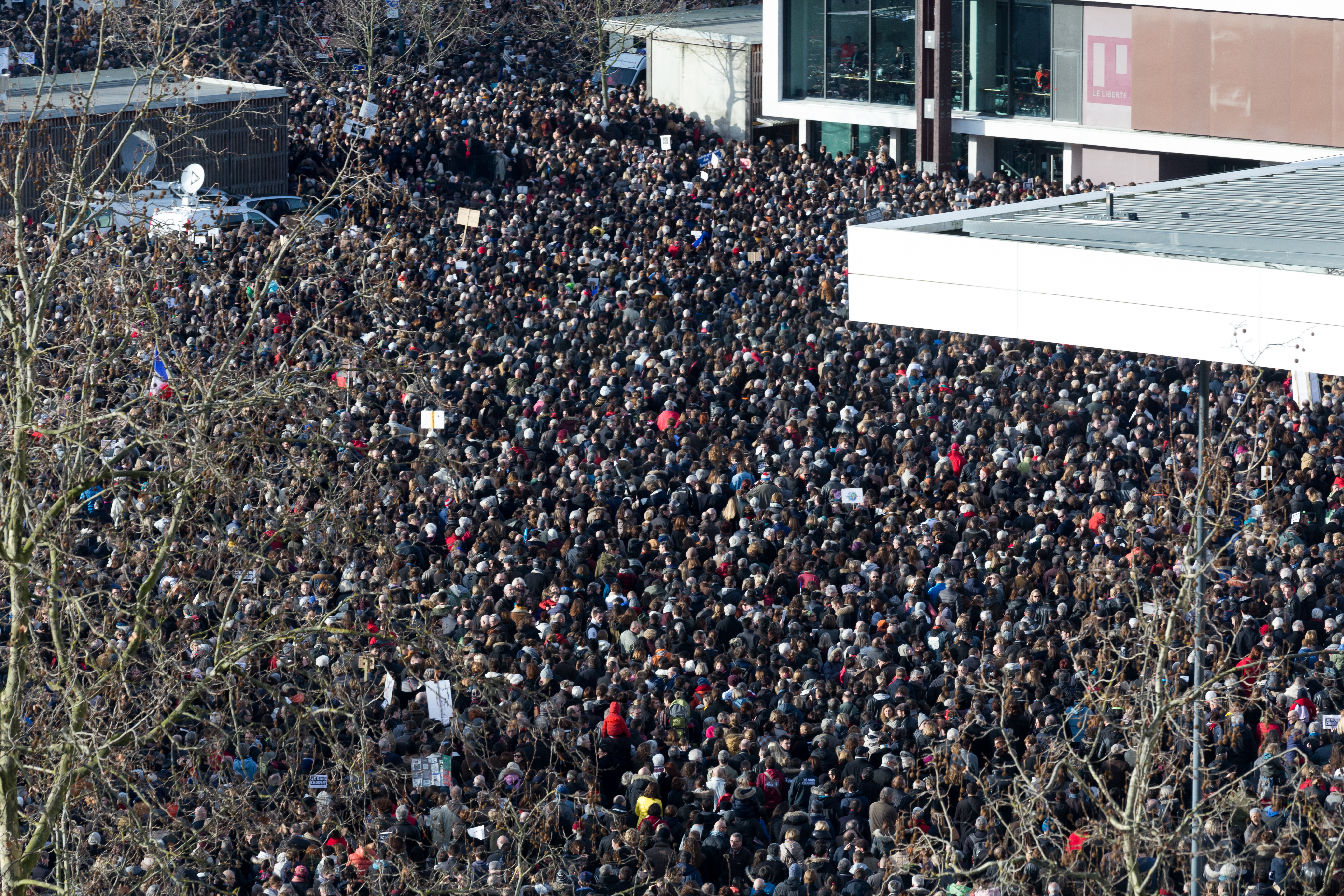
В январе 2015 года во Франции миллионы человек вышли на марш солидарности с журналистами Charlie Hebdo.

Протест (от лат. protestari — свидетельствовать, заявлять) — публичное выражение несогласия, неодобрения или несогласия с идеей или действием, обычно политическим. Крайняя форма социального протеста может перерасти в революцию, переворот.

## Виды протеста

### Политический протест
Протест, обращенный к представителям государственной власти, цель которого — изменения политической ситуации, зачастую, вплоть до полной смены политического курса и режима.

#### Подходы к определению политического протеста
Существует несколько подходов к выявлению характерных черт политического протеста, его причин, определению протестного поведения. Так, ряд учёных полагает, что в основе политического протеста лежат социальные проблемы: несоответствие ожидаемого и реального положения в обществе, социальная неудовлетворённость, отсутствие возможности удовлетворять свои потребности, экономическое неблагополучие. Таким образом, политический протест сводится к форме социального протеста, обращённого против действующей власти.
С. Тэрроу охарактеризовал политический протест как совокупность действий, направленных против действующих элит и имеющих ряд особенностей. Так, протестная деятельность, по его мнению, является прямым актом отвержения существующих институтов, часто носит эмоциональный характер, что приводит к отсутствию чётких требований и предложений, порой адресована к другим оппозиционным группам, в том числе элитам, а также нередко может сопровождаться различными формами насилия.

#### Формы политического протеста
Ряд учёных убеждены, что необходимо разделять две формы политического протеста — восстание и непосредственно протест. Такое разделение осуществляется на основе целей политической активности, её непосредственных проявлений и результатов. Например, мирная демонстрация с высказыванием антиправительственных лозунгов является проявлением политического протеста, а вооружённое выступление, ставящее своей целью непосредственно свержение существующего строя — восстанием.

### Социальный протест
Протест, направленный против социального неравенства, проблем, существующих в обществе, как правило экономического характера. Зачастую перерастает в политическую форму.
Примеры: протест по не выплатам пенсий, заработной платы, против фальсификации выборов в Беларуси, в России, Марш несогласных.
Формами выражения протеста могут быть: митинги, демонстрации, пикетирование, кампания гражданского неповиновения, забастовки, голодовки и так далее. Организаторы акций социального протеста должны четко осознавать, какие конкретные задачи можно решить с помощью той или иной акции и на какую общественную поддержку они могут рассчитывать. Так лозунг, являющийся достаточным для организации пикетирования, вряд ли может быть использован для организации кампании гражданского неповиновения.
Эксперты Центра Сулакшина разработали подход к измерению потенциала протестной активности общества. В основе авторской методологии лежит моделирование политического спектра и вычисление «политической температуры» общества. По результатам исследования отношения граждан к проводимой в стране и государстве политике, определяется степень социального напряжения.

### Культурный протест
Протест, вызванный каким-либо событием в культурной жизни и повлёкший эстетический протест населения.
Примеры: протест панков против системы, андеграунда против мейнстрима, протесты против показа фильма «Код да Винчи» и др.

## Протесты в России
Протесты населения в России случались издревле. Вот лишь некоторые наиболее известные: Восстание Болотникова (1606—07), Соляной бунт (1648), Медный бунт (1662), Восстание Разина (1667-71), Чумной бунт (1771), Восстание Пугачёва (1773—75), Восстание декабристов (1825), Восстание на броненосце «Потёмкин» (1905).
В большую часть советской эпохи публичное выражение протеста казалось невозможным, поскольку тоталитарный режим контролировал и подавлял любое несогласие с официальной политикой. Последним послереволюционным выступлением стала Троцкистская демонстрация 7 ноября 1927 года. Затем, когда народ доводили до крайности, случались восстания. Это были как восстания в лагерях ГУЛАГа, так и забастовки, волнения и массовые беспорядки в малых городах и на крупных стройках и происходили они в основном после смерти Сталина — например, Норильское восстание (1953) Кенгирское восстание заключённых (1954). Особо в ряду восстаний стоит восстание рабочих в Новочеркасске (1962).
Ослабление репрессий в годы хрущевской «оттепели» позволило развиться движению диссидентов. Несогласие с официальной идеологией принимало в то время и менее радикальные формы в деятельности шестидесятников.
В 1965 году на Пушкинской площади состоялся первый Митинг гласности, который потом происходил ежегодно до введения нового Дня конституции в 1977 году. В 1968 году восемь человек провели на Красной площади демонстрацию против вторжения в Чехословакию.
В годы перестройки антиправительственные митинги и демонстрации вновь стали массовыми. Самым крупным стали митинги в Москве в 1990-91 годов: митинг 4 февраля 1990 года за отмену 6-й статьи Конституции (свыше 200 тыс. человек по официальным данным и около миллиона по неофициальным), предвыборный митинг 25 февраля 1990 года (свыше 600 тыс. человек по официальным данным) и митинг 20 января 1991 года в поддержку независимости Литвы (800 тыс. человек по официальным данным).
Наиболее крупными протестами в России при Путине стали митинги за честные выборы (2011—13). Численность их участников доходила до 150 тыс. человек.
После российского нападения на соседнюю Украину начались антивоенные протесты, которые также выразились и в акциях поджогов военкоматов и административных зданий.

## Формы протеста
Протест может происходить как с применением, так и без применения насилия со стороны протестующих. Существуют исследования, оценивающие эффективность мирных протестов примерно вдвое выше, чем эффективность протестов с применением насилия, и показывающие, что протест практически всегда достигает своих целей, если в нем участвует не менее 3,5 % населения.

### Мирные протесты
Различают следующие формы ненасильственных протестов:
- Митинг
- Протестное голосование
- Молчание
- Флешмоб
- Пикетирование
  - Спящий дракон
- Бойкот
- Голодовка
- Петиция
- Забастовка
  - Итальянская забастовка
  - Работай медленно
  - Саботаж
  - Бесплатная забастовка
- Филибастер
- Перекрытия дорог

### Протест с применением насилия
- Бунт
- Восстание
- Революция
- Террор

## Протест и юмор

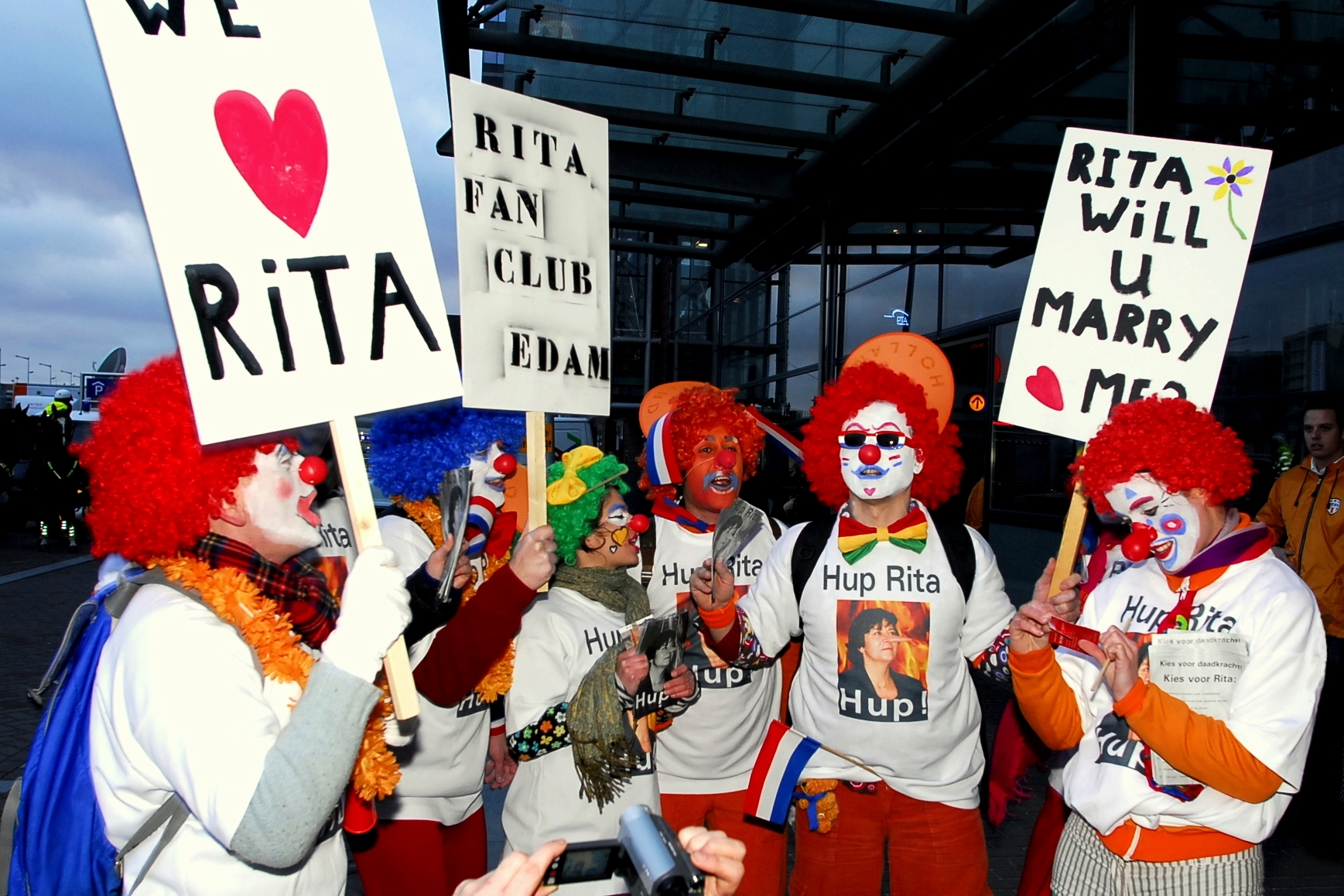
Противники нидерландского политика Риты Вердонк карикатурно изображают из себя её сторонников, 2008 год

Ещё с эпохи молодёжных протестов конца 1960-х годов в качестве тактических приемов использовались провокационный юмор и «символическое насилие» (например, бросание тортами в политиков или полицейских). Затем в разных странах протесты такого рода стали широко распространены. Их примерами являются антикоммунистическое движение 1980-х годов в ПНР «Оранжевая альтернатива» (украшение домов и улиц оранжевыми флагами, демонстрации в костюмах гномов с танцами и раздачей конфет, сюрреалистические листовки о высокой ценности идеи гномов для социализма, рисование гномов поверх замазанных милицией лозунгов), «плюшевый десант» в Белоруссии в 2012 году, «наномитинги» с игрушками и более провокационные акции группы «Война» в России. 
В отношении таких форм протеста используются термины «тактическое легкомыслие (тактический карнавал)», «глушение культуры», «иронический активизм», «карнавальный митинг», «этический спектакль», «юмористический политический трюк», артивизм. Осмеяние политических противников предполагает демонстрацию своего превосходства над объектом смеха. Юмор делает участие в протесте весёлым и захватывающим, уменьшает напряженность.